# Ballhaus Naunynstraße
Das Ballhaus Naunynstraße ist ein Berliner Theater mit Programmschwerpunkt auf „postmigrantischen Kulturproduktionen“. Die Bühne ist eine Einrichtung des Bezirks Friedrichshain-Kreuzberg und existiert seit 1983. Sie wird von der Senatskanzlei für Kulturelle Angelegenheiten des Landes Berlin gefördert. Neben eigenen Bühnenproduktionen entstehen auch Koproduktionen und Kooperationen mit freien Gruppen. Seit seiner Eröffnung findet das Diyalog TheaterFest im Ballhaus Naunynstraße statt.

## Geschichte
Bei der Spielstätte handelt es sich um ein vor dem Einzug des Theaters restauriertes Berliner Ballhaus aus dem 19. Jahrhundert. Die Einrichtung bot fortan freien Gruppen aus Berlin, insbesondere dem Bezirk, Spielmöglichkeiten, war aber auch Anlaufpunkt für internationale Künstler.
Seit seiner Wiedereröffnung nach einem Umbau 2008 (Europäisches Jahr des interkulturellen Dialogs) wurde das Haus von Şermin Langhoff künstlerisch geleitet. Zum sich seitdem an Produktionen des Ballhauses beteiligenden Umfeld gehören berühmte Nachkommen von Migranten in Deutschland wie Fatih Akın, Miraz Bezar, Nuran David Çalış, Neco Çelik, Ceza, Canan Erek, Nurkan Erpulat, Kadir Memiş, Hakan Savaş Mican, Mehdi Moinzadeh, İdil Üner, Deniz Utlu, Mürtüz Yolcu und Feridun Zaimoğlu.
Nachfolger für Langhoff, die ab der Spielzeit 2013/14 Intendantin des Maxim Gorki Theaters in Berlin wurde, sind Wagner Carvalho, Gründer des brasilianischen zeitgenössischen Tanzfestivals brasil move berlim, und der Dramaturg Tunçay Kulaoğlu.
Laut Süddeutscher Zeitung war die Auslastung des Theaters im Jahr 2023 mit 5000 Zuschauern sehr gering.

## Auszeichnungen
- 2012: Monica-Bleibtreu-Preis in der Kategorie Zeitgenössisches Drama für das Stück Pauschalreise 1. Generation  bei den 1. Privattheatertagen in Hamburg
- 2013: Monica-Bleibtreu-Preis in der Kategorie Zeitgenössisches Drama für das Stück Die Saison der Krabben bei den 2. Privattheatertagen in Hamburg